# 国際連合憲章第51条
国際連合憲章第51条（こくさいれんごうけんしょうだいごじゅういちじょう、英語: Article 51 of the Charter of the United Nations）は、国際連合加盟国の自衛権について定めている国際連合憲章の条文である。
なお、日本国憲法における自衛権の議論に引用されることもある。日本国憲法の自衛権等については日本国憲法第9条を参照のこと。